# عضل دان
عضل دان (الاسم العلمي: Gerbillus dunni) (بالإنجليزية: Dunn’s Gerbil)‏ هو نوع من الحيوانات يتبع جنس العضل من الفصيلة الفأرية.